# Grias colombiana
'Grias colombiana é uma espécie de lenhosa da família Lecythidaceae.
Apenas pode ser encontrada na Colômbia.